# Jean-Antoine-Théodore Giroust

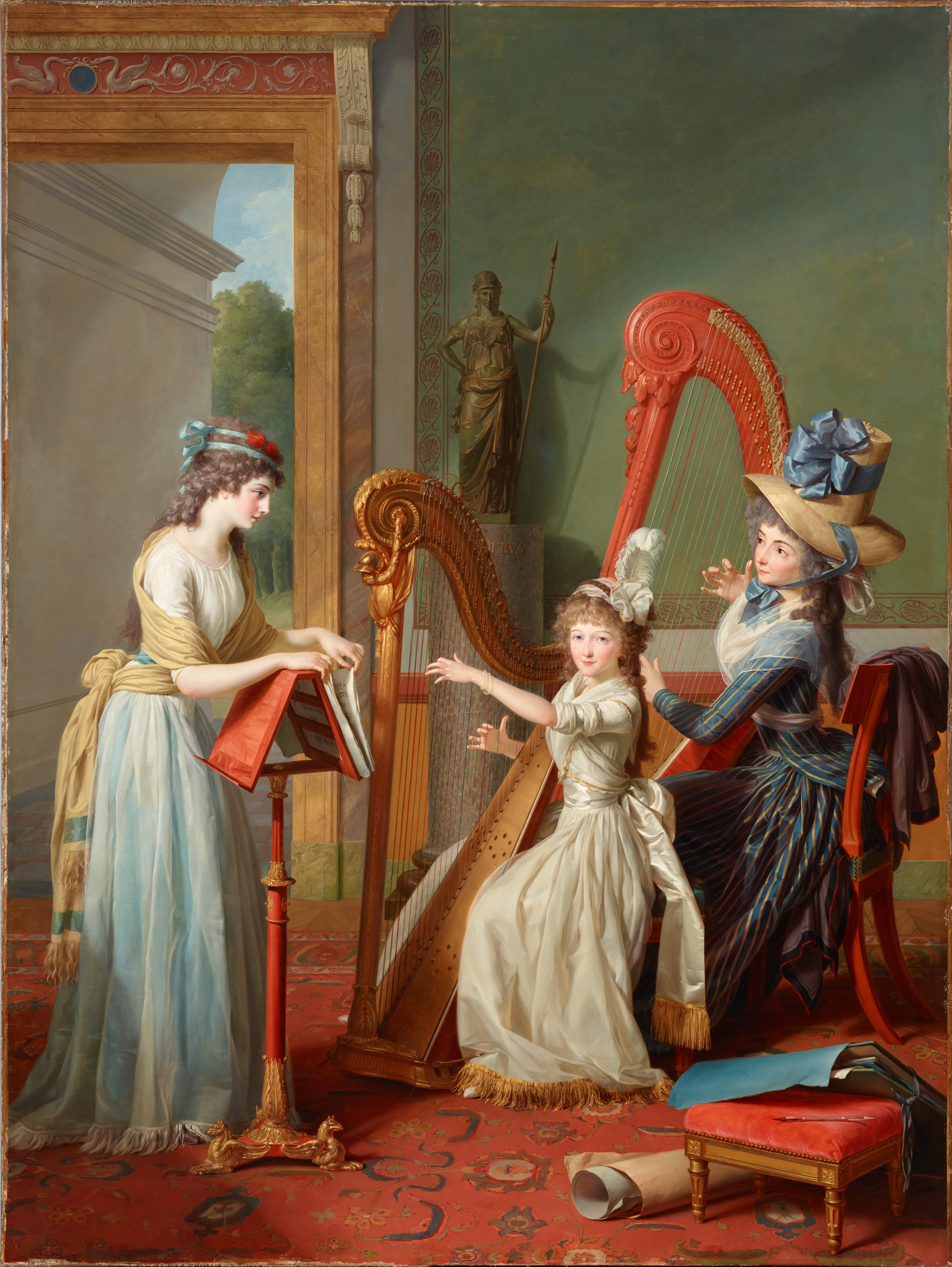
Harfenunterricht

Jean-Antoine-Théodore Giroust (* 10. November 1753 in Bussy-Saint-Georges; † 9. Juli 1817 in Mitry-Mory) war ein französischer Maler.
Antoine Giroust studierte von 1770 bis 1775 an der Académie royale de peinture et de sculpture bei Joseph-Marie Vien. Vien übernahm 1775 die Leitung der Académie de France à Rome. Antoine Giroust blieb dann drei Jahre unter der Leitung von Nicolas-Bernard Lépicié (1735–1784).
1778 gewann er den Prix de Rome und verbrachte den Zeitraum von 1778 bis 1780 wieder unter der Aufsicht von Joseph-Marie Vien. Er beschäftigte sich dort mit der Historienmalerei nach den italienischen Vorbildern. Er kopierte auch Meisterwerke aus den römischen Kunstsammlungen.
Am 29. März 1788 wurde er zum Mitglied der Akademie gewählt. Seine Historienbilder wurden hoch geschätzt. Während der Französischen Revolution schloss er sich den Orléanisten an. Als Adjutant des Herzog von Chartres nahm er 1792 an Schlachten von Valmy und Jemappes teil.
Er war bis 1802 als Maler tätig. Von 1800 bis 1805 war er Bürgermeister von Serres (Meurthe-et-Moselle), dann von Mitry (1815). 1817 beging er Selbstmord.